# David Owusu-Ansah
David Owusu-Ansah (* 1. August 1952 in Kumasi, Ghana) ist ein ghanaischer Historiker, Islam- und Afrikawissenschaftler. Er ist Professor für Geschichte, insbesondere afrikanische Geschichte und Islam in Afrika, an der James Madison University in den USA.

## Ausbildung
Owusu-Ansah absolvierte von 1967 bis 1971 am Aduman Teachers’ College in der Ashanti Region von Ghana seine Ausbildung zum Lehrer, die er 1971 mit dem Lehrer-Zertifikat "A" (Teachers' Certifikate "A") abschloss. Direkt im Anschluss daran unterrichtete er an einer Grundschule. Von 1974 bis 1977 studierte er an der University of Cape Coast in der Zentralregion Ghanas vergleichende Religions- und Erziehungswissenschaften (Comparative Religions and Education). Dieses Studium schloss er im Jahr 1977 mit dem Bachelor ab. Danach war er ein Jahr als Lehrer am Adisal College, einer Secondary School in Cape Coast tätig.
In den Jahren 1978 bis 1980 studierte Owusu-Ansah an der McGill University in Montreal (Kanada) und schloss dort am Institute of Islamic Studies mit einem Master of Arts in Islamwissenschaft ab. Owusu-Ansah ging im Anschluss an dieses Studium nicht zurück in sein Heimatland Ghana, sondern in die USA, wo er an der Northwestern University (NWU) in Evanston (Illinois) bis 1984 die Akan-Sprache unterrichtete. Während dieser Zeit als Sprachlehrer absolvierte Owusu-Ansah parallel ein Studium der Afrikawissenschaften (African Studies) an der NWU.
Zwischen November 1984 und April 1985 hielt er sich an der Hebräischen Universität Jerusalem in Israel als Mitarbeiter von Lester Martin vom Harry S. Truman Research Institute for the Advancement of Peace auf. Zurück in den USA war Owusu-Ansah zwischen 1985 und 1986 Juniorprofessor für Afrikanische und Islamische Geschichte am Carleton College und St. Olaf College in Northfield (Minnesota). Im Jahr 1986 erhielt er seinen Doktortitel (Ph.D) in Geschichte von der Northwestern University. 
An der James Madison University (JMU) in Harrisonburg (Virginia) war er von 1986 bis 1992 Juniorprofessor für Afrikanische Geschichte, anschließend Associate Professor. Seit 1999 hat Owusu-Ansah an der JMU den Lehrstuhl für Afrikanische und Islamische Geschichte inne.

## Sonstiges
Owusu-Ansah wurde eine Vielzahl an Auszeichnungen und Ehrungen verliehen. Ferner hat er in einer Vielzahl von Projekten mitgearbeitet. Unter anderem sind folgende zu nennen:
- Amerikanisches Forschungsinstitut (AIR): Berater im USAID Project zum Modernisierung der Islamischen Ausbildung in Ghana, 2006
- Projekt für Islam und Toleranz in West Afrika, Forschung im Bereich Ghana 2005–2006
- Nominiert für die Auszeichnung für exzellente Leitungen in internationaler Bildung (Award for Excellence in International Education)
- Madison Scholar Award, JMU, 1997
- Edna T. Schaeffer Humanist Award, 1996

## Bibliographie
Eigene Werke:
- Historical Dictionary of Ghana, 3. Auflage, Scarecrow Press, Rowman & Littlefield Publishing Group, 2005
- Historical Dictionary of Ghana, 2. Auflage, Scarecrow Press, 1995
- Islamic Talismanic Tradition in 19th-Century Asante (Edwin Mellen Press, New York, 1991)[1]

Kapitel in Büchern:
- History of Islam in West Africa, The Islamic World, Herausgeber: Andrew Rippin, kommt demnächst heraus
- Islamization Reconsidered:An Examination of Asante Responses to Muslim Influence in the 19th Century, Ghana in Africa an the World: Essays in Honor or Adu Boahen, von Toyin Falola, Trenton, N.J.: Africa World Press, 2003
- Africa's Course toward Democracy and Economic Developement in the 21st Century, in New Life of Africa, Chiba University Press 2000, Seiten 90–103
- Prayers, amulets and healing, The history of Islam in Africa, von Nehemiah Levtzion und Randall Pouwel, Ohio University Press, 2000, Seiten 477–488
- Asante Nkramo Imamate:Conflictiong Traditions, The Cloth of Many Colored Skils: Papers on History and Society Ghanian ans Islamic in Honor of Ivor Wilks, von John O. Hunwick und Nancy Lawler, Northwestern University Press 1996, Seiten 355–366
- Cameroon: A Historical Background, Cameroon: A Country Study, für die Kongress Bibliothek, Washington D.C.
- The Society and Its Environment, Ghana: A Country Study, für die Kongress Bibliothek, Washington D.C., 1995, Kapitel 1[2]
- A Historical Overview, Ghana: A Country Study, für die Kongress Bibliothek, Washington D.C., 1995, Kapitel 2[2]
- Power of Prestige? Muslims in 19th Century Kumase, The Golden Stool: Studies of the Asante Center and Periphery, von Enid Schuldkout (Herausgeber), Museum of Natural History, New Your 1987, Kapitel 8

Außerdem ist Owusu-Ansah Verfasser einer Vielzahl von Artikeln mit einem Bezug zur Islamwissenschaft und Ghana. Auch Kurzessays hat Owusu-Ansah verfasst:
- Ghanaweb Celebration the 50th and Planning the Next:Thoughts about the Place of Our Museums, 8. Januar 2007, (engl.)
- Ghana Articles (Memento vom 13. März 2008 im Internet Archive) Apologizing for Slavery, 6. Dezember 2006, (engl.);